# Brzeziny (powiat świecki)
Brzeziny – wieś kociewska w Polsce położona w województwie kujawsko-pomorskim, w powiecie świeckim, w gminie Osie. Przebiega przez nią droga z Wałkowisk do Jeżewa. 
W latach 1950–1975 miejscowość administracyjnie należała do tzw. dużego województwa bydgoskiego, a w latach 1975–1998 do tzw. małego województwa bydgoskiego.

## Krótki opis
Na terenie wsi funkcjonuje szkoła podstawowa w budynku z XIX w. i Ochotnicza Straż Pożarna. Przy szkole znajduje się ogród dendrologiczny. Ponadto we wsi znajdują się tutaj 3 stanowiska archeologiczne z okresu rzymskiego, 3 nieczynne cmentarze ewangelickie i przydrożna murowana kapliczka z początku XX wieku.

## Pomniki przyrody
W miejscowości rosną następujące pomniki przyrody:
- dąb szypułkowy o obwodzie przy powołaniu 275 cm, na posesji nr 37
- jesion wyniosły o obwodzie 245 cm, na posesji nr 45
- 5 jałowców pospolitych o obwodach od 25 do 55 cm, przy drodze do przysiółka Rumlandy
- dąb szypułkowy i lipa drobnolistna odpowiednio o obwodach 330 i 257 cm, przy budynku szkoły.